# Гонгэн-дзукури
Гонгэн-дзукури (яп. 権現造り «стиль Гонгэн») или Иси-но-ма-дзукури (яп. 石の間造り) — архитектурный стиль синтоистских храмов и усыпальниц в Японии. В храмах этого стиля зал для молитв (хайдэн) расположен перед центральной частью святилища (хондэн), их соединяет узкий крытый переход иси-но-ма (яп. 石の間 «каменная комната»)]. В результате этого, крыша здания имеет сложную форму. Крыша над хондэном может быть построена в стиле иримоя-дзукури, нагарэ-дзукури и прочих. Коньки хондэна и хайдэна параллельны друг другу, остальные коньки расположены под прямым углом к ним. По этой причине, данный стиль ещё называют яцумунэ-дзукури (стиль восьми коньков, хотя в реальности их 7).

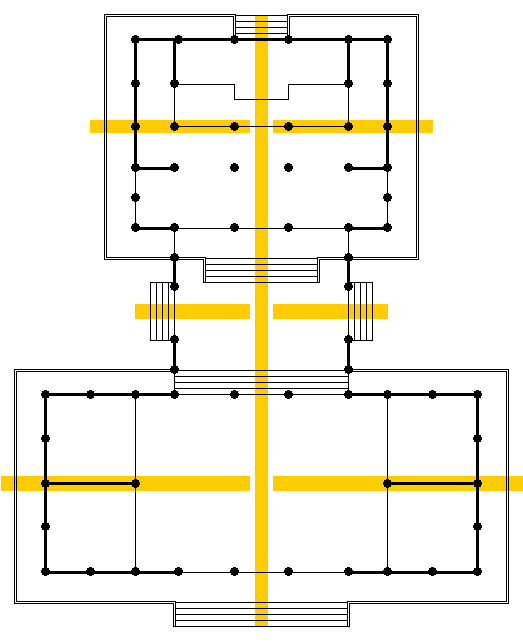
Общий план святилища в стиле Гонгэн-дзукури

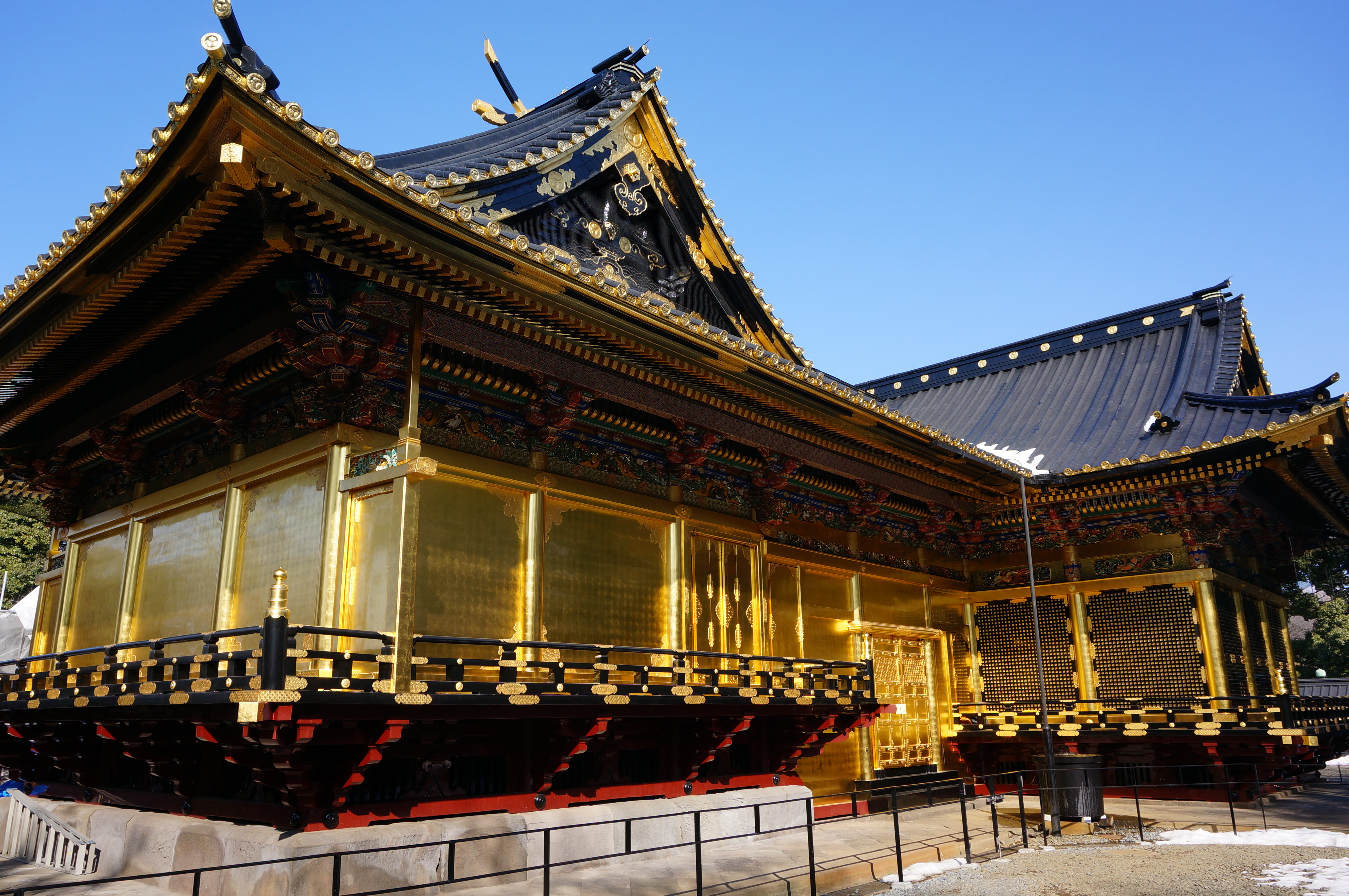
Храм Уэно Тосё-гу

Истоки этого стиля лежат в эпохе Хэйан. Все храмы в этом стиле являются усыпальницами известных личностей. Первым из построенных в этом стиле был, вероятно, храм Китано-Тэммангу в Киото. Стиль получил развитие в период Эдо, из-за пышности и обилия декоративных элементов его также называют «японским барокко».
Гонгэн-дзукури берёт своё название от храма Никко Тосё-гу, где лежат останки Токугавы Иэясу, основателя династии Токугава. Ему было предоставлено посмертное имя Тосё-Дай-Гонгэн (東照大権現 «Великий бог-спаситель, что озарил Восток»), под которым он и зачислен в список японских божеств. В этом стиле видно влияние буддийской архитектуры, которое проявляется в изогнутых формах крыш и фронтоне карахафу.
Иногда термином Гонгэн-дзукури называют любой синтоистский храмовый стиль, имеющий пышные украшения.